# Edward Boye
Edward Boye   (1 de gener de 1948) és un exfutbolista ghanès de la dècada de 1970.
Fou internacional amb la selecció de futbol de Ghana.
Pel que fa a clubs, destacà a Great Olympics.